# Ibero Mundial de Ediciones
Ibero Mundial de Ediciones fue una editorial española, ubicada en Barcelona y dedicada a la producción de tebeos entre 1959 y 1978. Su fundador y director fue José María Arman Corbera.

## Trayectoria editorial
Ibero Mundial de Ediciones comenzó editando las publicaciones para chicas Claro de Luna (1959) y Romántica (1961), incluyendo las series monográficas Lilian, azafata del aire (1960) y Mary Noticias (1962), cuyas protagonistas eran ya jóvenes profesionales. También editó tebeos de acción, entre los que destaca Angel Audaz (1962).
En 1965 lanzó el seminario satírico Mata Ratos y a partir de 1968 empezó a producir tebeos afines al cómic adulto como las publicaciones terror Dossier Negro, Python (1969), Vampus (1971) y Rufus 1973) o la de ciencia ficción Delta 99.
En 1974, Garbo Editorial se hizo cargo de sus colecciones y no volvió a editar por su cuenta hasta 1978 (Belle Star).

## Colecciones de tebeos
| Título                   | Formato  | Tamaño   | Periodicidad | Guion          | Dibujo                     | Números (?: Desconocido el número exacto) | Precio (pesetas) | Año   |
| ------------------------ | -------- | -------- | ------------ | -------------- | -------------------------- | ----------------------------------------- | ---------------- | ----- |
| Claro de Luna            | Cuaderno | 15x21    | Semanal      |                | VV. AA.                    | 620 ?                                     | 1,50             | 1959- |
| Lilian, azafata del aire | Cuaderno | 15x21    | Semanal      | Ricardo Acedo  | Miguel Gómez Esteban/Badía | 48                                        | 1,50             | 1960  |
| Ringo                    |          | 17x12    |              | F. Lázaro      | Jordi Buxadé               |                                           |                  | 1960  |
| Selección Romántica      |          | 21x15    |              | VV. AA.        | VV. AA.                    | 109 ?                                     |                  | 1961  |
| Angel Audaz              |          | 17X24    |              | Herrero        | Ripoll G.                  | 10                                        |                  | 1962  |
| Mary Noticias            | Cuaderno | 15x21    | Semanal      | Roy Mark       | Carmen Barbará             | 413 ?                                     | 1,50             | 1962  |
| Safari                   | Cuaderno | 17x24    | Semanal      | Claudio Tinoco | Claudio Tinoco             | 74                                        | 2                | 1962  |
| Zoltan                   |          | 17x24    |              | M. Fariñas     | Beaumont                   | 80                                        |                  | 1962  |
| Aquí Marilín!            |          | Variable |              |                |                            | 32                                        |                  | 1963  |
| El Delfín Negro          |          | 17x24    |              |                | Cubero                     | 42                                        |                  | 1964  |
| Mata Ratos               | Revista  | 37x26    | Semanal      | VV. AA.        | VV. AA.                    | 281                                       | 5                | 1964  |
| Delta 99                 |          | 21x15    |              | VV. AA.        | VV. AA.                    | 27 ?                                      |                  | 1968  |
| Dossier Negro            | Revista  | Variado  | Bimensual    | VV. AA.        | VV. AA.                    | 217                                       | 25               | 1968  |
| Gringo                   |          | 21x15    | Mensual      | Manuel Medina  | Carlos Giménez             | 22                                        | 10               | 1970  |
| Python                   | Revista  |          |              | VV. AA.        | VV. AA.                    |                                           |                  | 1970  |
| Vampus                   | Revista  | 28x21    | Mensual      | VV. AA.        | VV. AA.                    | 77                                        | 25               | 1971  |
| Rufus                    | Revista  | 28x20,5  | Bimensual    | VV. AA.        | VV. AA.                    | 18                                        | 25               | 1973  |
| Belle Star               |          | 17x13    |              | VV. AA.        | VV. AA.                    |                                           |                  | 1970  |